# Gödel, Escher, Bach
Gödel, Escher, Bach (zkráceně GEB, ISBN 978-0-465-02656-2) je kniha amerického akademika Douglase Hofstadtera, popsaná autorem jako: „metaforické okno do myslí a strojů v duchu Lewise Carrolla“. Rok po svém vydání v roce 1979 kniha získala Pulitzerovu cenu.
Na povrchu GEB zkoumá logika Kurta Gödela, umělce M. C. Eschera a skladatele Johanna Sebastiana Bacha a diskutuje o běžných tématech v jejich práci a životě. Pod povrchem kniha podrobně a subtilně pojednává o základních konceptech matematiky, symetrie a inteligence.
Pomocí příkladů a analýz kniha ukazuje jak sebe-reference a formální pravidla umožňují systémům získat smysl navzdory tomu, že jsou složeny z „bezvýznamných“ částí. Také pojednává o smyslu komunikace, o tom jak zaznamenat a vystihnout vědění, o metodách a omezeních symbolické reprezentace a dokonce o základních principech „smyslu“ samotného.

## Struktura knihy
GEB má formu různých proplétajících se vyprávění. Hlavní kapitoly střídají dialogy mezi různými imaginárními charaktery inspirovanými knihou Co řekla želva Achillovi od Lewise Carrolla, ve které Achilles a Želvák řeší paradox týkající se modus ponens. Autor na tomto dialogu založil i další rozhovory a přidává postupně postavy kraba, džina a další. Tato vyprávění často přejdou do sebereference a metafikce.
V díle je také často využívána hra se slovy. Slovní hříčky jsou místy použity k propojení myšlenek, což nevyhnutelně působí ohromujícím dojmem při pokusu tvořit prohlášení o sobě sama. Pro tyto slovní hříčky je velmi obtížné tuto knihu přeložit.
Jeden dialog je napsán formou krabího kánonu, kde každá řádka před středem dialogu odpovídá stejné řádce od středu dále. Konverzace přesto dává smysl díky použití běžných frází, které mohou být použity při pozdravu na přivítanou i při odchodu, a díky umístění řádků, které při podrobném zkoumání slouží i jako odpovědi na otázky v následujícím řádku.

## Témata knihy
GEB obsahuje mnoho případů, kdy objekty a myšlenky mluví nebo se odkazují na sebe sama (rekurze, sebe-reference). Například takzvaná typografická teorie čísel (anglicky Typographical Number Theory, TNT) ilustruje Gödelovy věty o neúplnosti.
Dále je zde fonograf, který zničí sám sebe při přehrávání skladby s názvem: Nemohu být hrána na přehrávači X; zkoumání hudební formy kánonu nebo zamyšlení se nad Escherovým litografem dvou rukou kreslících samy sebe. K popsání takových sebe-odkazujících se objektů, vymyslel Hofstadter termín divná smyčka, koncept, který zkoumá v ještě větší hloubce v jeho následující knize Jsem divná smyčka.
Pro únik z mnoha logických protiřečení způsobených sebe-odkazujícími se objekty autor používá Zenové kóany. Snaží se ukázat čtenářům jak vnímat realitu za hranicemi běžných představ jejich vlastních zkušeností a jak uchopit paradoxní otázky odmítnutím premisy - strategie zvaná Mu-negace.
Další téma, které GEB rozebírá, jsou dynamické zásobníky – jeden dialog popisuje dobrodružství Achilla a želvy, kteří „přidávají“ a „odebírají“ toniky. Vstup do obrázku v knize může být pokládán za „přidání“, vstupem do obrázku v knize v obrázku v knize vznikne dvojité „přidání“ a „odebírání“ odpovídá odchodu z předchozí vrstvy reality. Želvák vtipně poznamenává, že jeho přítel provedl „odebírání“ (odchod) v jeho aktuální realitě a od té doby o něm nikdo neslyšel; z čehož vyvstává otázka: „Přestal přítel jednoduše existovat nebo dosáhl vyššího stavu reality?“ A dále, jelikož čtenář je „přidán“ do světa Želváka a Achilla, nepovznesl se tento přítel do té samé úrovně reality, ve které současně přebývá čtenář? Následující oddíly rozebírají základní dogmata logiky, sebe-odkazující se příkazy, netypované systémy a dokonce programování.
Jedna hádanka v dialogu Árie s rozmanitými variantami (anglicky Aria with Diverse Variations) je spekulací o autorovi, který píše knihu a rozhodne se ukončit knihu aniž by přestal psát. Takový autor nemůže náhle („náhle“ z hlediska zápletky) překvapit čtenáře zakončením příběhu, vzhledem k zřejmému fyzickému faktu, že pouze několik málo stránek zbývá do konce knihy. Takový autor může „zabalit“ hlavní pointy a pak pokračovat v psaní, ale nechá čtenáři vodítka, že příběh již vlastně skončil, jako například bludné nebo bezmyšlenkovité texty, nepravdy nebo kontradikce.
Při čtení posledních částí „Árie“, neboli knihy GEB jako celku, je možné se povšimnout jistých zvláštností. Například kniha začíná narážkou na autora, zatímco konec závěrečného dialogu je výzva Želváka. Toto může být vysvětlováno tak, že celá kniha je autorovou odpovědí na Želvákovu výzvu. Tímto by ale celá kniha dostala formu nekonečně vyvstávajícího kánonu, kde autor cituje autora, který cituje autora a tak donekonečna.

## Překlady
Přestože Hofstadter tvrdil, že myšlenka překladu jeho knihy jej při psaní této knihy nikdy nenapadla, když s touto myšlenkou přišel jeho vydavatel, byl: „velmi nadšen z představy vidět tuto knihu v jiných jazycích, zejména … ve francouzštině“. Nicméně věděl, že: „by zde bylo milión otázek ke zvážení“ při překladu, jelikož kniha nespočívá jen na slovních hříčkách ale také na „strukturálních hříčkách“ - kde forma a obsah jeho práce zrcadlí jedna druhou (jako například rozhovor formou „krabího kánonu“, který se čte téměř stejně popředu i pozpátku).
Autor podává jeden příklad překladatelského oříšku v odstavci, kdy Pan Želvák potkává paní Želvu (anglicky: Mr. Tortoise, Meet Madame Tortue). Říká, že překladatelé „okamžitě spadnou střemhlav do konfliktu mezi ženským pohlavím francouzského tortue a mou mužskou postavou, Želvákem“. Hofstadter se rozhodl překládat francouzskou postavu jako: „Madame Tortue“ a italskou jako: „signorina Tartaruga“. Protože by další překladatelské oříšky mohly zastřít smysl knihy, Hofstadter puntičkářsky prošel knihu přes i ty nejposlednější věty a poznamenal vysvětlivky do speciálního výtisku, určeného pro překladatele do cizích jazyků.
Překlad také přidal Hofstadterovi možnost jak přidat význam a další hříčky. Například v čínském jazyce není podtitul překladem anglického an Eternal Golden Braid (volně přeloženo jako: věčný zlatý propletenec), ale zdánlivě nepodobná (a nesmyslná) fráze: Jí Yì Bì (doslova „sbírka exotických potvor“), což je v čínštině homonymum ke GEB. Některé informace o tomto tématu lze najít v autorově poslední knize Le Ton beau de Marot, která se týká zejména překladu.
Český překlad knihy vyšel v květnu 2012 za spolupráce s autorem, vydala nakladatelství Dokořán a Argo.

## Lidé v GEBu
- Johann Sebastian Bach
- M. C. Escher
- Kurt Gödel
- Charles Babbage
- Lewis Carroll
- Georg Cantor
- Alonzo Church
- Leonardo Fibonacci
- Fridrich II. Veliký
- Douglas R. Hofstadter
- Johann Philipp Kirnberger
- René Magritte
- Marvin Minsky
- Johann Joachim Quantz
- Alfred Tarski
- Alan Turing
- Zhaozhou
- Achilles a želva

## Oblasti záběru
- Umělá inteligence
- Bongardův problém
- Mozek, mysl, a poznání
- Formální systém, teorie vyčíslitelnosti
- Svobodná vůle versus Předurčení
- Fuga, kontrapunkt, a hudební forma
- Genetika
- Holismus versus redukcionismus
- Isomorfismus a sémantika
- Souvislé vrstvy významů, kontrapunkt, sémiotika, kódy
- Programovací jazyk Lisp
- Logika, teorie čísel
- Metamatematika
- Molekulární biologie
- Paradoxy
- Sebereference, rekurze, divné smyčky
- Sebe-organizující se vznik smyslu identity: vědomí (například: „Jsem pravda a říkám, že nemohu být dokázána v rámci systému do kterého náležím“ nebo „Jsem pravdivý, ale moje pravda přesahuje tento vesmír“.)
- Symetrie
- Syntax versus sémantika
- Překlad
- Typografie a syntax
- Zen Buddhismus